# Поммерн (Мозель)
Поммерн (нем. Pommern) — община в Германии, в земле Рейнланд-Пфальц. Входит в состав района Кохем-Целль. Подчиняется управлению Трайс-Карден. Население составляет 461 человек (на 31 декабря 2010 года). Занимает площадь 5,65 км².

## История
Первые поселения в городе относятся к IV и I веку до н.э. Около 500 года до нашей эры в районе Мозеле поселилось племя кельтов Тревери (нем. Treveri). C 1264 года крупнейшим землевладельцем в городе был Химмеродский монастырь, входивший в одноименное аббатство. С 1794 года когда земли Померании находились под контролем Франции, монастырь был распущен. По итогам Венского конгресса Поммерн стал владениями Пруссии. 

## Политика
Муниципальный совет общины, состоит из восьми членов совета, которые были избраны в ходе Муниципальных выборов в земле Рейнланд-Пфальц. 
В 2016 году, Вилли Луссен был избран в новые мэры Померании, после смерти своего предшественника Лусена Пола Йозефа Портена. 